# Passo delle Scale
De Passo delle Scale is gelegen in het Stelvio Nationaal Park in de Italiaanse provincie Sondrio. De pas vormt de verbinding tussen het Valdidentro en het onbewoonde Valle di Fraele. De weg is om militaire redenen in de Eerste Wereldoorlog aangelegd. Vervolgens speelde de weg een belangrijke rol bij de aanleg van de stuwmeren in het Valle di Fraele. De pas wordt vaak ten onrechte de naam Passo di Fraele toebedeeld, deze bewuste pas ligt enkele kilometers noordwestelijker.
De weg naar de pas staat aangegeven als Torri di Fraele, waarmee de twee torens op de pashoogte bedoeld worden. Het wegdek werd relatief recent geasfalteerd. Met vele haarspeldbochten gaat de weg omhoog over de helling van de Monte delle Scale. Vlak voor de pashoogte gaat de weg door een tunnel.
De twee 16de-eeuwse torens op de Passo delle Scale zijn gebouwd om de destijds belangrijke pasweg te bewaken, hierover liep de Via Imperiale di Alemagna die Italië verbond met Noordwest Europa. Op de pashoogte ligt het kleine meer Lago delle Scale dat verpacht is aan een visvereniging. Na een korte afdaling liggen in het Valle di Fraele twee grote stuwmeren:Lago di Cancano en Lago di San Giacomo. Langs de zuidzijde van de meren gaat de weg, die inmiddels wat slechter is, verder in westelijke richting. Aan het eind van het Lago di San Giacomo ligt de Passo di Fraele (1952 m). Enkele tientallen meters eerder slaat een weg naar links af richting Passo di Valle Alpisella, hier ligt het Lago dell'Alpisella dat als de bron van de rivier de Adda beschouwd wordt. Wandelaars kunnen via een van de twee laatst genoemde passen afdalen richting Livigno, automobilisten moeten dezelfde weg terugrijden.